# Frida (film)
Pour les articles homonymes, voir Frida.
Pour plus de détails, voir Fiche technique et Distribution.
Frida est un film américain de Julie Taymor sorti en 2002. C'est un film biographique qui retrace la vie de la peintre mexicaine Frida Kahlo en s'inspirant du livre que lui a consacré l'historienne de l'art Hayden Herrera. Le film a reçu un accueil critique globalement favorable et a été récompensé par plus d'une quinzaine de prix.
Le film raconte les tumultes de la vie de Frida depuis sa vie étudiante, son accident, sa relation puis son mariage tourmenté avec le peintre Diego Rivera, et son œuvre. De nombreuses références aux tableaux de Frida Kahlo sont présentes dans la mise en scène.

## Synopsis
Frida, alors étudiante et engagée dans sa première relation amoureuse, voit Diego Rivera pour la première fois dans son atelier. Peu après, Frida a un grave accident de bus qui la laisse gravement blessée à 18 ans, la colonne vertébrale brisée et la jambe fracturée en de multiples endroits. Clouée au lit, le corps et les jambes enfermées dans un plâtre, elle commence à peindre pendant sa convalescence. Quelques années après, Frida entame une relation avec Diego Rivera, qui finit par la demander en mariage ; elle dit attendre de lui « de la loyauté, sinon de la fidélité ». Diego trompe Frida à de nombreuses reprises avec des maîtresses, tandis que Frida Kahlo, bisexuelle, connaît plusieurs liaisons avec des hommes et des femmes. Les deux époux font un voyage aux États-Unis durant lequel Frida fait une fausse couche, puis apprend le décès de sa mère. Peu après, à New York, Diego Rivera réalise une fresque murale pour le Rockefeller Center, L'Homme au carrefour. Par la suite, Nelson Rockefeller tente de contraindre Rivera à supprimer un portrait de Lénine qui apparaît dans un détail de la fresque, mais Rivera, fervent communiste, refuse : la fresque est alors détruite.
Quelque temps après, Cristina, la sœur de Frida, rejoint les époux dans leur maison à San Ángel et devient l'assistante de Rivera. Kahlo se rend compte que Cristina entretient une liaison avec Rivera : elle le quitte, puis sombre dans l'alcoolisme. Le couple se réconcilie lorsque Rivera demande à Kahlo d'héberger chez elle Léon Trotski, à qui le Mexique a accordé l'asile politique. Frida devient bientôt la maîtresse de Trotski. Lorsque Rivera s'en rend compte, elle doit partir pour Paris ; à son retour à Mexico, Diego demande le divorce. Peu après, Trotski est assassiné à Mexico. Diego est brièvement suspecté, puis c'est Frida qui est emprisonnée ; Diego l'aide à se faire disculper. Kahlo est peu à peu rattrapée par des problèmes de santé. Elle et Diego finissent par se remarier. Frida Kahlo meurt peu après avoir réalisé une exposition de ses tableaux à Mexico.

## Fiche technique
- Titre : Frida
- Réalisation : Julie Taymor
- Scénario : Clancy Sigal, Diane Lake, Gregory Nava et Anna Thomas basé sur le livre de Hayden Herrera Frida
- Musique : Elliot Goldenthal
- Photographie : Rodrigo Prieto
- Costumes : Julie Weiss
- Montage : Françoise Bonnot
- Production : Salma Hayek
- Société de distribution: Miramax Films (États-Unis) ; TFM Distribution (France)
- Budget : 12 000 000 $
- Langue : anglais
- Genre : Biographie
- Durée : 123 minutes
- Dates de sortie : 17 octobre 2002 (USA, première), 1er novembre 2002 (Canada), 15 janvier 2003 (Belgique), 16 avril 2003 (France)

## Distribution
Légende : VF = Version Française, et VQ = Version Québécoise
- Salma Hayek (VF : Anneliese Fromont de Vitis ; VQ : Camille Cyr-Desmarais) : Frida Kahlo
- Alfred Molina (VF : Philippe Faure ; VQ : Luis de Cespedes) : Diego Rivera
- Valeria Golino (VF : Françoise Vallon ; VQ : Marie-Andrée Corneille) : Lupe Marín
- Geoffrey Rush (VF : Bernard Alane ; VQ : Daniel Lesourd) : Léon Trotski
- Edward Norton (VF : Damien Boisseau ; VQ : Antoine Durand) : Nelson Rockefeller
- Diego Luna (VF : Rémi Bichet ; VQ : Renaud Paradis) : Alejandro Gonzalez Arias
- Ashley Judd (VF : Cécile Paoli ; VQ : Natalie Hamel-Roy) : Tina Modotti
- Antonio Banderas (VF : Thibault de Montalembert) : David Alfaro Siqueiros
- Mia Maestro (VF : Ludmila Ruoso ; VQ : Valérie Gagné) : Cristina Kahlo
- Patricia Reyes Spíndola (VF : Paola de Oliviera) : Matilde Kahlo
- Roger Rees (VF : Bernard Crombey ; VQ : Sébastien Dhavernas) : Guillermo Kahlo
- Amelia Zapata : servante
- Alejandro Usigli : professeur
- Fermín Martínez : peintre du bus
- Loló Navarro : infirmière
- Lucia Bravo : Modèle de l'auditorium
- Margarita Sanz : Natalia Trotski
- Omar Rodriquez : André Breton
- Felipe Fulop : Jean van Heijenoort
- Saffron Burrows : Gracie
- Chavela Vargas :  La Pelona
- Lila Downs : chanteuse
- Aida López : la femme de ménage de Lupe Marín

## Production
Le film est un projet auquel Salma Hayek tenait énormément,.

## Distribution et sortie
Ce film a fait l'ouverture de la Mostra de Venise 2002.

## Accueil critique
Fin août 2013, le site agrégateur de critiques britannique Rotten Tomatoes donne au film une note moyenne de 76/100 basée sur 151 critiques parues dans la presse. Metacritic, autre site agrégateur de critiques, américain celui-ci, donne au film une moyenne de 61/100 sur la base de 38 critiques. Le site français Allociné confère au film la moyenne de 3,5 sur 5 sur la base de 15 critiques parues dans la presse.

## Distinctions
Entre 2002 et 2003, Frida remporte dix-sept prix et une trentaine de nominations dans des festivals de cinéma. En 2003, le film remporte deux Oscars, celui du meilleur maquillage et celui de la meilleure bande originale. Il est nommé pour quatre autres Oscars : celui de la Meilleure actrice dans un rôle principal pour Salma Hayek (qui interprète Frida Kahlo), celui de la Meilleure direction artistique, celui des Meilleurs costumes, et celui de la Meilleure chanson originale.